# Comrat
Comrat ([komˈrat], gagauziska: Komrat, ryska: Комрат) är en stad i södra Moldavien, centralort i den autonoma regionen Gagauzien, belägen vid floden Ialpug. Staden hade 20 113 invånare (2014). Större delen av befolkningen är gagauzer.
Staden grundades 1789 och fick stadsrättigheter 1957. Under sovjettiden utvecklades industrin i staden med produktion av smör, vin och mattor. 
I staden finns Comrats statliga universitet.